# Асахікава

43°46′ пн. ш. 142°22′ сх. д. / 43.767° пн. ш. 142.367° сх. д.
Асахіка́ва (яп. 旭川市, あさひかわし, МФА: [asaçikawa ɕi̥]) — місто в Японії, в окрузі Камікава префектури Хоккайдо.

## Короткі відомості
Розташоване в центральній частині префектури, в районі западини Камікава. Через місто протікає річка Ісікарі. Виникло на місці японської колонії часів реставрації Мейдзі. Великий транспортний центр Центрального і Північного Хоккайдо. Основу економіки складають лісодобувна, деревообробна та спиртова промисловість. Станом на 1 жовтня 2008 року площа міста становила 747,60 км². Станом на 31 березня 2017 населення міста становило 341 308 осіб.

## Транспорт
- Аеропорт Асахікава

## Освіта
- Хоккайдоський педагогічний університет (додатковий кампус)
- Асахікавський медичний університет